# Румен Григоров
Румен Иванов Григоров е български сценарист и режисьор.

## Биография
Роден е в град Пещера на 1 април 1921 г. Завършва през 1940 г. класическата гимназия в Пловдив, а в периода 1940 – 1942 учи право в Софийския университет. Умира на 15 януари 1997 г. в град София.

## Филмография
Като режисьор
- Той не умира (1949)

Като сценарист
- Той не умира (1949)